# Jamaikai ara
A jamaikai ara (Ara gossei) a madarak osztályának papagájalakúak (Psittaciformes)  rendjébe és a papagájfélék (Psittacidae) családjába tartozó hipotetikus faj.

## Előfordulása
Kizárólag Jamaica szigetén élt, ahol egyike volt a sziget endemikus papagájainak. A természetes élőhelye szubtrópusi vagy trópusi nedves síkvidéki erdők.

## Megjelenése
Homloka narancssárga, testének többi része piros vagy bordó, szárnyai legvége pedig kék volt. Valószínűleg gyümölcsökkel és magvakkal táplálkozhatott, legalábbis erre utal erős csőre.

## Kihalása
Feltehetően a vadászat okozta a kihalását a 18. században. Rokona a szintén kihalt kubai ara (Ara tricolor). Az állat kedvelt kalitkamadár volt szép tollazata miatt. Az utolsó élő példányokat 1764 körül látták erre az időszakra tehető kihalása is.